# Gynnidomorpha sphaenophora
Gynnidomorpha sphaenophora es una especie de polilla tortrícida perteneciente a la tribu Cochylini, de la subfamilia Tortricinae, orden Lepidoptera.
Fue descrita científicamente por el entomólogo Alexey Nikolaievich Diakonoff en 1941. Aparece registrada y publicada en una sección de Treubia 18(2), 397 de 1941.

## Distribución
Se distribuye por Asia, en Indonesia, en la isla de Java. También reportada en Filipinas.